# جون درايبر بيرين
جون درايبر بيرين (26 أغسطس 1890 – 19 سبتمبر 1967) كان رجل أعمال كندي، ومنفذ لأعمال تعديينية، وكذلك زعيم مدني.